# This Happy Breed
This Happy Breed is een Britse dramafilm uit 1944 onder regie van David Lean. Destijds werd de film in Nederland uitgebracht onder de titel Wat leven wij gelukkig.

## Verhaal
Na de oorlog verhuizen Frank en Ethel Gibbons naar een voorstad van Londen. Ze hopen opnieuw aan te knopen bij hun oude leventje, maar dat loopt niet meteen van een leien dakje.

## Rolverdeling
| Acteur           | Personage       |
| ---------------- | --------------- |
| Robert Newton    | Frank Gibbons   |
| Celia Johnson    | Ethel Gibbons   |
| Amy Veness       | Mevrouw Flint   |
| Alison Leggatt   | Tante Sylvia    |
| Stanley Holloway | Bob Mitchell    |
| John Mills       | Billy Mitchell  |
| Kay Walsh        | Queenie Gibbons |
| Eileen Erskine   | Vi              |
| John Blythe      | Reg Gibbons     |
| Guy Verney       | Sam Leadbitter  |
| Betty Fleetwood  | Phyllis Blake   |
| Merle Tottenham  | Edie            |